# 百崎英
百崎英（ももざき ひでる、1931年11月5日 - ）は日本の行政管理・総務官僚。

## 来歴
日本統治下の京城府（現在の韓国ソウル）生まれ。終戦時に引き揚げて、佐賀市内で戦後の混乱期を送る。東京大学法学部卒業。1958年 行政管理庁入庁。行政監察局。1964年4月 岩手行政監察局。1966年7月 行政管理庁長官秘書官（事務担当）。1967年11月 行政監察局調整課長補佐。1972年8月 行政管理局副管理官。1974年8月 農林省大臣官房参事官（農蚕園芸局）。1977年6月 行政管理局管理官。1981年4月 長官官房秘書課長。1983年7月 長官官房審議官。同月 内閣官房内閣審議室総務庁設立等準備室次席職員。1985年7月 総務庁長官官房審議官（行政監察局担当）。1987年11月 長官官房審議官（行政監察局）､（併）内閣官房内閣内政審議室。1988年1月 統計局長。同年7月 行政管理局長。1990年7月3日 総務事務次官。1991年7月23日 退官。同年 行政情報システム研究所理事長。2004年 同会長。